# Куць Олексій Маркович
Олексій Маркович Куць (нар. 11 лютого 1926, с. Артемівка, Печенізького району Харківської області — 29 серпня 2015) — український політолог, доктор філософських наук, професор, учасник Другої світової війни, нагороджений орденами Вітчизняної Війни І ступеня та Червоної Зірки.

## Біографія
Олексій Куць народився 11 лютого 1926 року у селі Артемівка на Харківщині.
Брав участь у бойових діях під час німецько-радянської війни. Був нагороджений орденами Вітчизняної Війни І ступеня та Червоної Зірки, багатьма медалями.
У 1956 році закінчив Харківський державний університет імені О. М. Горького, після закінчення якого працював у школах Зміївського району Харківської області — вчителем Геніївської середньої школи, був директором Великогомільшанської (1958—1959) та Соколівської (1959—1971) шкіл.
Кандидатська дисертація була присвячена проблемам радянсько-чехословацьких, українсько-чеських та українсько-словацьких відносин.
Від 1970 року викладає у Харківському університеті. З 1991 — професор кафедри політології філософського факультету.
У 1986 році отримав ступінь доктора філософських наук. У 1988 році отримав звання професора.
Олексій Куць є засновником обласного відділення Товариств зв'язків «Україна — Чехія» і «Україна — Словаччина». Брав участь в організації створення Музею радянсько-чехословацької дружби, музею в селі Соколове. За співробітництво в царині зв'язків України, Чехії, Словаччини удостоєний премії імені Зденека Неєдли, відзначений нагородами цих країн.
Помер 29 серпня 2015 року.

## Нагороди
- Орден Вітчизняної війни І ступеня
- Орден Червоної Зірки